# Hymenophyllum ectocarpon
Hymenophyllum ectocarpon är en hinnbräkenväxtart som beskrevs av Fée. Hymenophyllum ectocarpon ingår i släktet Hymenophyllum och familjen Hymenophyllaceae. Inga underarter finns listade.